# Irish Open 1952
Die Irish Open 1952 waren die 39. Austragung dieser internationalen Meisterschaften von Irland im Badminton. Sie fanden in Belfast statt.	

## Finalresultate
| Disziplin    | Sieger                     | Finalist                     | Ergebnis    |
| ------------ | -------------------------- | ---------------------------- | ----------- |
| Herreneinzel | Eddy Choong                | Heah Hock Aun                | 15–7, 15–11 |
| Dameneinzel  | Jean Lawless               | E. Abraham                   | 11–5, 11–1  |
| Herrendoppel | David Choong Eddy Choong   | Heah Hock Aun Jim FitzGibbon | 15–11, 15–5 |
| Damendoppel  | Jean Lawless Barbara Good  | E. M. Knight J. Duncan       | 15–8, 15–6  |
| Mixed        | Heah Hock Aun Joy Saunders | Dennis B. Green B. Potter    | 15–4, 15–9  |